# Ainerigone
Ainerigone is een geslacht van spinnen uit de familie hangmatspinnen (Linyphiidae).

## Soorten
De volgende soorten zijn bij het geslacht ingedeeld:
- Ainerigone saitoi (Ono, 1991)